# 2041年5月16日月食
2041年5月16日月食为一次將在协调世界时2041年5月16日出現的月偏食。該次月食半影食分為1.100、全影食分為0.070。偏食維持了30分。

## 概述
這次月食的食分是15.53，偏食維持了30分。

## 基本參數
- 類型：月偏食
- 食甚資料：
  - 日期：2041年5月16日
  - 時間：0:41
  - 月球位置：赤經15.53度、赤緯-20.0度
  - 食分：半影食分：1.100、全影食分：0.070
  - 持續時間：偏食30分

## 外部連結
- NASA月食專頁（页面存档备份，存于）（英文）